# 毒红菇
毒红菇俗称呕吐红菇（vomiting russula）、催吐红菇（emetic russula）、棺材盖子、小红脸菌、毒胭脂菌，是一种担子菌门真菌，为红菇属的模式种。这种真菌的菌盖呈红色，平滑而有光泽，直径为2.5-8.5厘米，边缘色淡、有棱纹，菌盖皮易剥离。菌肉、菌褶为白色，味麻辣。光滑的白色菌柄长4.5-10.5厘米、粗0.7-2.4厘米。生于潮湿林地中，与松树等多种树木形成菌根。在北半球分布广泛，在中国河北、内蒙古、辽宁、吉林、黑龙江、江苏、安徽、福建、山东、河南、湖北、湖南、广东、广西、四川、贵州、云南、西藏、陕西、甘肃、香港、台湾均有分布。
这种真菌有毒，食后主要引起胃肠炎型中毒症状，如剧烈恶心、呕吐、腹泻、腹痛，一般及时催吐即可痊愈。但严重者会出现面部肌肉抽搐，脉博加速，可能会因心脏衰弱或血液循环衰竭死亡。就是夸张描述这类外观为红色菌盖白色菌柄的蕈類，包括毒蠅傘。
这种真菌有抗肿瘤的药用价值，它对小白鼠肉瘤180的抑制率达100%，对艾氏癌的抑制率达90%。